# Lịch sử văn hóa
Lịch sử văn hóa kết hợp các cách tiếp cận của nhân học và lịch sử để xem xét các truyền thống văn hóa phổ biến và các diễn giải văn hóa về các kinh nghiệm lịch sử. Nó xem xét các ghi chép và mô tả tường thuật về vật chất trong quá khứ, bao gồm sự liên tục của các sự kiện (xảy ra liên tiếp và dẫn từ quá khứ đến hiện tại và thậm chí đến tương lai) có liên quan đến một nền văn hóa.
Lịch sử văn hóa ghi lại và diễn giải các sự kiện trong quá khứ liên quan đến con người thông qua môi trường xã hội, văn hóa và chính trị hoặc liên quan đến nghệ thuật và cách cư xử mà một nhóm ưa thích. Jacob Burckhardt (1818-1897) đã giúp đưa ra lịch sử văn hóa như một môn nghiên cứu. Lịch sử văn hóa nghiên cứu và giải thích hồ sơ của các xã hội loài người bằng cách biểu thị các cách sống khác biệt được xây dựng bởi một nhóm người đang xem xét. Lịch sử văn hóa liên quan đến tổng hợp các hoạt động văn hóa trong quá khứ, như nghi lễ, các giai cấp trong thực tiễn và sự tương tác với các nhóm địa phương. 

## Miêu tả
Nhiều nhà sử học văn hóa hiện nay cho rằng đó là một cách tiếp cận mới, nhưng lịch sử văn hóa đã được các nhà sử học thế kỷ XIX nhắc đến, ví dụ như học giả Thụy Sĩ về lịch sử Phục hưng Jacob Burckhardt.
Lịch sử văn hóa trùng lặp trong cách tiếp cận của nó với các phong trào histoire des mentalités của Pháp (Philippe Poirrier, 2004) và cái gọi là lịch sử mới, và ở Mỹ nó liên quan chặt chẽ với lĩnh vực nghiên cứu văn hóa Mỹ. Như được hình thành và thực hành ban đầu bởi nhà sử học người Thụy Sĩ thế kỷ 19 Jakob Burckhardt liên quan đến thời Phục hưng Ý, lịch sử văn hóa được định hướng để nghiên cứu về một giai đoạn lịch sử cụ thể, không chỉ liên quan đến hội họa, điêu khắc và kiến trúc, mà còn về cơ sở kinh tế làm nền tảng cho xã hội, và các thiết chế xã hội của cuộc sống hàng ngày của nó là tốt. Tiếng vang của cách tiếp cận của Burkhardt trong thế kỷ 20 có thể được thấy trong The Waning of the Middle Ages (1919) của Johan Huizinga.
Thông thường, trọng tâm là các hiện tượng được chia sẻ bởi các nhóm không phải là ưu tú trong một xã hội, chẳng hạn như: lễ hội, lễ hội và các nghi lễ công cộng; truyền thống biểu diễn của câu chuyện, sử thi và các hình thức bằng lời nói khác; phát triển văn hóa trong quan hệ của con người (ý tưởng, khoa học, nghệ thuật, kỹ thuật); và biểu hiện văn hóa của các phong trào xã hội như chủ nghĩa dân tộc. Cũng xem xét các khái niệm lịch sử chính như sức mạnh, ý thức hệ, giai cấp, văn hóa, bản sắc văn hóa, thái độ, chủng tộc, nhận thức và phương pháp lịch sử mới như thuật lại cơ thể. Nhiều nghiên cứu xem xét sự thích nghi của văn hóa truyền thống với phương tiện truyền thông đại chúng (truyền hình, đài phát thanh, báo, tạp chí, áp phích, v.v.), từ in ấn đến phim ảnh và, bây giờ, đến Internet (văn hóa của chủ nghĩa tư bản). Cách tiếp cận hiện đại của nó đến từ lịch sử nghệ thuật, Annales, trường phái Marxist, microhistory và lịch sử văn hóa mới.
Các nền tảng lý thuyết phổ biến cho lịch sử văn hóa gần đây đã bao gồm: Công thức của Jürgen Habermas về lĩnh vực công cộng trong Sự chuyển đổi cấu trúc của lĩnh vực công cộng tư sản; Khái niệm ' mô tả dày ' của Clifford Geertz (ví dụ, được giải thích, ví dụ, Giải thích các nền văn hóa); và ý tưởng về ký ức như là một phạm trù văn hóa - lịch sử, như được thảo luận trong cuốn How Societies Remember của Paul Connerton.